# SNR G070.0-21.5
SNR G070.0-21.5, llamado también G70.0-21.5, es un resto de supernova situado en la constelación de Pegaso.
Su descubrimiento data de 2002, cuando se informó del hallazgo de filamentos ópticos en la constelación de Pegaso que podían ser parte de uno o más restos de supernova.

## Morfología
SNR G070.0-21.5 es uno de los restos de supernova más grandes y también uno de los más tenues de la Vía Láctea.
En 2015 se detectaron filamentos Hα que abarcaban una estructura de unos 4°.0 × 5°.5
grados de tamaño, coincidente con una débil emisión de rayos X detectada con el telescopio ROSAT a lo largo de su parte norte.
Posteriores estudios mostraron que estos filamentos han sido calentados por un frente de choque, lo que pone de manifiesto que dicha estructura corresponde a un gran resto de supernova en el halo, excepcionalmente lejos del plano galáctico.
Además, muchos de los filamentos son notablemente rectos en comparación con los encontrados en remanentes más jóvenes
como el Bucle de Cygnus. Se cree que SNR G070.0-21.5 aparentemente ha entrado en una fase evolutiva en la cual el frente de choque es lo suficientemente lento para ser térmicamente estable. En este sentido, se ha determinado que la velocidad del frente de choque de SNR G070.0-21.5 es de 70 - 110 km/s.
Por otra parte, SNR G070.0-21.5 no ha podido ser detectado en banda de radio.

## Remanente estelar
En 2018 se identificó una enana blanca —denominada D6-2—, que se mueve por el espacio a la enorme velocidad de 1200 km/s y presenta una excesiva luminosidad. Su movimiento propio se puede extrapolar 90 000 años atrás hasta cerca del centro de SNR G070.0-21.5; asimismo, su distancia medida por paralaje es similar a la estimada para este resto de supernova. Por todo ello, se piensa que SNR G070.0-21.5 puede ser el resto de la explosión de una supernova de tipo Ia cuyo progenitor era un sistema binario de dos enanas blancas, en donde una de ellas sobrevivió a la explosión saliendo despedida a gran velocidad.

## Edad y distancia
El vínculo con D6-2 ha permitido establecer la edad de SNR G070.0-21.5 en 90 000 ± 10 000 años, así como su distancia en 1000 ± 100 pársecs.